# PA-99-N2
PA-99-N2 è un evento di microlente gravitazionale rilevato dalla collaborazione Point-Agape nel 1999, in direzione della Galassia di Andromeda (M31). Il segnale è stato il secondo rilevato in quell'anno nel quadrante nord di osservazione, da cui il nome.
L'evento è stato interpretato come causato da una stella nel disco di M31 che ha prodotto una lente gravitazionale, ingrandendo una gigante rossa, anch'essa nel disco. La stella che ha fatto da lente avrebbe una massa compresa tra 0,02 e 3,6 masse solari, con il valore di massima probabilità vicino a 0,5 masse solari.

## Possibile esopianeta
Un valore di 0,5 masse solari, è compatibile con la presenza attorno alla stella lente di un pianeta. Tale esopianeta avrebbe una massa pari a 6,34 quella di Giove e, se fosse confermato, sarebbe il primo esopianeta trovato al di fuori della nostra galassia.